# Peleteria pseudoershovi
Peleteria pseudoershovi là một loài ruồi trong họ Tachinidae.